# Escuela Técnica Superior de Ingeniería Agronómica (Universidad Politécnica de Cartagena)
La Escuela Técnica Superior de Ingenieros Agrónomos de Cartagena, también conocida por sus siglas ETSIA, es un centro docente universitario, perteneciente al Campus de Alfonso XIII de la Universidad Politécnica de Cartagena, donde se imparten estudios superiores de Ingeniería Agrónoma. Está situada en Cartagena (España).

## Oferta Académica

### Grado
- Grado en Ingeniería Agroalimentaria y de Sistemas Biológicos
  - Mención Hortofruticultura y Jardinería
  - Mención Industrias Agroalimentarias

### Máster
- Máster de Ingeniería Agronómica
- Master en Bioinformática
- Máster TAIDA (Técnicas Avanzadas en Investigación y Desarrollo Agrario y Alimentario)

## Departamentos docentes
- Departamento de Ciencia y Tecnología Agraria
- Departamento de Economía de la Empresa
- Departamento de Estructuras y Construcción
- Departamento de Expresión Gráfica
- Departamento de Física Aplicada
- Departamento de Ingeniería de los Alimentos y del Equipamiento Agrícola
- Departamento de Ingeniería Eléctrica
- Departamento de Ingeniería Minera, Geológica y Cartográfica
- Departamento de Ingeniería de Sistemas y Automática
- Departamento de Ingeniería Química y Ambiental
- Departamento de Matemática Aplicada y Estadística
- Departamento de Producción Vegetal

- Datos: Q21002802